# 奥尔良的加斯东 (欧伯爵)
路易斯·菲利普·馬利·斐迪南·加斯顿（Louis Philippe Marie Ferdinand Gaston，1842年4月28日—1922年8月28日），欧尔伯爵，巴西亲王。他是法国国王路易-菲利普一世的次子内穆尔公爵路易的长子。1864年，他和巴西帝國皇儲伊莎貝爾公主結婚，兩人的後嗣子孫即屬於奧爾良-布拉干薩王朝。